# Tarasivka, Teceu
Tarasivka (în ucraineană Тарасівка) este o comună în raionul Teceu, regiunea Transcarpatia, Ucraina, formată numai din satul de reședință.

## Demografie
Componența lingvistică a comunei Tarasivka
     Ucraineană (99,84%)
     Alte limbi (0,16%)
Conform recensământului din 2001, majoritatea populației comunei Tarasivka era vorbitoare de ucraineană (99,84%), existând în minoritate și vorbitori de alte limbi.